# Short track ai XXI Giochi olimpici invernali - 1500 m maschile
La gara dei 1500 m maschile di short track dei XXI Giochi olimpici invernali si è svolta il 13 febbraio 2010 al Pacific Coliseum, ed è stata vinta dal sudcoreano Lee Jung-su.
Il campione olimpico uscente, Ahn Hyun-soo, non ha partecipato perché non si è qualificato.

## Risultati

### Batterie
Sono state disputate sei batterie, ognuna delle quali con sei corridori; i primi tre classificati si sono qualificati per le semifinali.

#### Batteria 1
| Pos. | Nome             | Nazione       | Tempo    |
| ---- | ---------------- | ------------- | -------- |
| 1    | Olivier Jean     | Canada        | 2'14"279 |
| 2    | Lee Ho-suk       | Corea del Sud | 2'14"324 |
| 3    | Liu Xianwei      | Cina          | 2'14"354 |
| 4    | Tyson Heung      | Germania      | 2'14"461 |
| 5    | Blake Skjellerup | Nuova Zelanda | 2'14"730 |
| 6    | Ruslan Zacharov  | Russia        | 2'14"929 |

#### Batteria 2
Jumpei Yoshizawa è stato qualificato per il turno successivo in quanto la giuria ha ritenuto che fosse stato ostacolato durante la gara.
| Pos. | Nome             | Nazione     | Tempo        |
| ---- | ---------------- | ----------- | ------------ |
| 1    | Liang Wenhao     | Cina        | 2'16"152     |
| 2    | Charles Hamelin  | Canada      | 2'16"153     |
| 3    | Sebastian Praus  | Germania    | 2'17"058     |
| 4    | Nicolas Bean     | Italia      | 2'17"089     |
| 5    | Jumpei Yoshizawa | Giappone    | 2'30"701     |
| -    | Jordan Malone    | Stati Uniti | squalificato |

#### Batteria 3
| Pos. | Nome            | Nazione       | Tempo    |
| ---- | --------------- | ------------- | -------- |
| 1    | Lee Jung-su     | Corea del Sud | 2'12"380 |
| 2    | J. R. Celski    | Stati Uniti   | 2'12"460 |
| 3    | Nicola Rodigari | Italia        | 2'12"609 |
| 4    | Benjamin Mace   | Francia       | 2'12"875 |
| 5    | Yuzo Takamido   | Giappone      | 2'15"402 |
| 6    | Paul Herrmann   | Germania      | 2'16"782 |

#### Batteria 4
| Pos. | Nome             | Nazione       | Tempo    |
| ---- | ---------------- | ------------- | -------- |
| 1    | Yuri Confortola  | Italia        | 2'14"584 |
| 2    | Sjinkie Knegt    | Paesi Bassi   | 2'14"862 |
| 3    | Jack Whelbourne  | Gran Bretagna | 2'14"972 |
| 4    | Semën Elistratov | Russia        | 2'15"455 |
| 5    | Viktor Knoch     | Ungheria      | 2'16"826 |
| 6    | Song Weilong     | Cina          | 2'20"095 |

#### Batteria 5
Jean Charles Mattei è stato qualificato per il turno successivo in quanto la giuria ha ritenuto che fosse stato ostacolato durante la gara.
| Pos. | Nome                | Nazione     | Tempo        |
| ---- | ------------------- | ----------- | ------------ |
| 1    | Apolo Ohno          | Stati Uniti | 2'17"653     |
| 2    | Pieter Gysel        | Belgio      | 2'18"560     |
| 3    | Peter Darazs        | Ungheria    | 2'18"827     |
| 4    | Jakub Jaworski      | Polonia     | 2'19"163     |
| 5    | Jean Charles Mattei | Francia     | 2'33"989     |
| -    | Guillaume Bastille  | Canada      | squalificato |

#### Batteria 6
Niels Kerstholt è stato qualificato per il turno successivo in quanto la giuria ha ritenuto che fosse stato ostacolato durante la gara.
| Pos. | Nome               | Nazione       | Tempo        |
| ---- | ------------------ | ------------- | ------------ |
| 1    | Sung Si-bak        | Corea del Sud | 2'14"836     |
| 2    | Haralds Silovs     | Lettonia      | 2'14"900     |
| 3    | Takahiro Fujimoto  | Giappone      | 2'16"155     |
| 4    | Anthony Douglas    | Gran Bretagna | 2'16"622     |
| 5    | Niels Kerstholt    | Paesi Bassi   | 2'46"222     |
| -    | Maxime Châtaignier | Francia       | squalificato |

### Semifinali
Sono state svolte tre semifinali da sette atleti; i primi due di ogni gara sono stati ammessi alla finale A, mentre il terzo e il quarto alla finale B, valida per i piazzamenti.

#### Semifinale 1
| Pos. | Nome             | Nazione       | Tempo       |
| ---- | ---------------- | ------------- | ----------- |
| 1    | Lee Jung-su      | Corea del Sud | 2'10"949 OR |
| 2    | Apolo Ohno       | Stati Uniti   | 2'11"072    |
| 3    | Charles Hamelin  | Canada        | 2'11"225    |
| 4    | Nicola Rodigari  | Italia        | 2'11"402    |
| 5    | Sjinkie Knegt    | Paesi Bassi   | 2'13"870    |
| 6    | Jumpei Yoshizawa | Giappone      | 2'15"129    |
| 7    | Peter Darazs     | Ungheria      | 2'18"349    |

#### Semifinale 2
Olivier Jean è stato ammesso alla finale A in quanto la giuria ha ritenuto che fosse stato disturbato durante la gara.
| Pos. | Nome                | Nazione       | Tempo    |
| ---- | ------------------- | ------------- | -------- |
| 1    | Lee Ho-suk          | Corea del Sud | 2'14"833 |
| 2    | Liang Wenhao        | Cina          | 2'15"453 |
| 3    | Sebastian Praus     | Germania      | 2'16"240 |
| 4    | Pieter Gysel        | Belgio        | 2'16"249 |
| 5    | Jack Whelbourne     | Gran Bretagna | 2'17"156 |
| 6    | Olivier Jean        | Canada        | 2'32"358 |
| 7    | Jean Charles Mattei | Francia       | 2'36"291 |

#### Semifinale 3
| Pos. | Nome              | Nazione       | Tempo    |
| ---- | ----------------- | ------------- | -------- |
| 1    | Sung Si-bak       | Corea del Sud | 2'13"585 |
| 2    | J.R. Celski       | Stati Uniti   | 2'13"606 |
| 3    | Yuri Confortola   | Italia        | 2'13"645 |
| 4    | Haralds Silovs    | Lettonia      | 2'14"009 |
| 5    | Liu Xianwei       | Cina          | 2'14"500 |
| 6    | Takahiro Fujimoto | Giappone      | 2'15"984 |
| 7    | Niels Kerstholt   | Paesi Bassi   | 2'16"352 |

### Finali

#### Finale A
| Pos, | Nome         | Nazione       | Tempo        |
| ---- | ------------ | ------------- | ------------ |
|      | Lee Jung-su  | Corea del Sud | 2'17"611     |
|      | Apolo Ohno   | Stati Uniti   | 2'17"976     |
|      | J. R. Celski | Stati Uniti   | 2'18"053     |
| 4    | Olivier Jean | Canada        | 2'18"806     |
| 5    | Sung Si-bak  | Corea del Sud | 2'45"010     |
| 6    | Liang Wenhao | Cina          | 2'48"192     |
| -    | Lee Ho-suk   | Corea del Sud | squalificato |

#### Finale B
| Pos. | Nome            | Nazione  | Tempo        |
| ---- | --------------- | -------- | ------------ |
| 7    | Charles Hamelin | Canada   | 2'18"243     |
| 8    | Nicola Rodigari | Italia   | 2'18"422     |
| 9    | Pieter Gysel    | Belgio   | 2'18"773     |
| 10   | Haralds Silovs  | Lettonia | 2'19"435     |
| 11   | Sebastian Praus | Germania | 2'20"374     |
| -    | Yuri Confortola | Italia   | squalificato |